# Helary Mägisalu
Helary Mägisalu (ur. 19 lipca 1997) – estoński zapaśnik startujący w stylu klasycznym. Zajął szesnaste miejsce na mistrzostwach świata w 2021. Srebrny medalista mistrzostw Europy w 2018. Szesnasty w indywidualnym Pucharze Świata w 2020. Trzynasty na igrzyskach europejskich w 2019. Jedenasty na igrzyskach wojskowych w 2019. Trzeci na ME juniorów w 2017 roku.